# Ameles decolor
Ameles decolor  (Charpentier, 1825) è una mantide diffusa in Europa meridionale e nel Nord Africa.

## Descrizione
È una mantide di piccola taglia (2-3 cm), con una livrea che va dal beige al grigio.
Gli occhi sono globosi e senza tubercolo apicale. Questo carattere consente di distinguere questa specie dalla congenere Ameles picteti che invece ha occhi conici, con un tubercolo apicale più o meno sviluppato.
Il tronco è lungo e sottile (carattere che consente di differenziarla dalla congenere Ameles spallanzania che lo ha corto e squadrato).

Le femmine sono brachittere (cioè con ali vestigiali) mentre i maschi posseggono due paia di ali funzionanti.
Le zampe anteriori (zampe raptatorie) sono tozze e robuste, quelle posteriori sono ben sviluppate e dotate di grossi femori che consentono loro di compiere lunghi salti.
L'addome delle femmine è rigonfio e rivolto verso l'alto.

## Distribuzione
La specie ha areale mediterraneo: è presente in Spagna (comprese le isole Baleari), in Francia, in Italia, nella penisola balcanica (Albania, Bosnia ed Erzegovina, Croazia, Serbia, Kosovo, Voivodina, Montenegro e Grecia) e in Nord Africa.

In Italia è presente in quasi tutta la penisola e nelle isole maggiori.
Predilige le zone aride con vegetazione bassa e rada.

## Biologia

### Alimentazione
Come le altre mantidi è un vorace predatore che si nutre di piccoli insetti.

### Riproduzione
Come molte altre mantidi la femmina cannibalizza il maschio dopo l'accoppiamento. Le uova vengono deposte in piccole ooteche che vengono fissate alle rocce.